# CMA Djakarta
Die CMA Djakarta war ein als Classica gebautes Vollcontainerschiff, das im Sommer 1999 im östlichen Mittelmeer in Brand geriet und anschließend vor der ägyptischen Küste auf Grund lief.

## Allgemeines
Das Schiff wurde unter der Baunummer 8148/2 auf der polnischen Werft Stocznia Gdynia für die Hamburger Reederei Gebr. Winter als zweites von zwei baugleichen Containerschiffen gebaut (Schwesterschiff war die Columba). Die Kiellegung fand am 15. Dezember 1997, der Stapellauf am 10. Mai 1998 statt. Die Indienststellung des Schiffes erfolgte am 20. Mai 1998. Reeder des Schiffes war die Einschiffsgesellschaft MS „Classica“ Gebr. Winter Schiffahrtsgesellschaft.
Das Schiff wurde über einen Schiffsfonds finanziert, der 1998 von der HCI Treuhand aufgelegt worden war. Das Schiffshypothekendarlehen war zum Ende des ersten Quartals 2009 getilgt. Da der Fonds der Tonnagesteuer unterlag, war das Schiff zunächst im deutschen Seeschiffsregister eingetragen und kam unter deutscher Flagge in Fahrt.

## Technische Daten und Ausstattung
Das Schiff wurde von einem Sechszylinder-Zweitakt-Dieselmotor von Sulzer, der von H. Cegielski-Poznań in Lizenz gebaut worden ist, angetrieben. Der Motor verfügte über 17940 kW Leistung. Er wirkte auf einen Festpropeller. Das Schiff erreichte damit eine Geschwindigkeit von maximal 20 kn. Für die Stromversorgung standen insgesamt vier Generatoren zur Verfügung, von denen einer als Notgenerator fungierte.
Die Aufbauten befanden sich weit achtern. Vor den Decksaufbauten befanden sich fünf Laderäume mit neun Luken. Diese ließen sich mit Pontonlukendeckel verschließen. Das Schiff verfügte über zehn Bays. Insgesamt standen Stellplätze für 2102 TEU zur Verfügung, 836 in den Laderäumen und 1266 an Deck. Bei der Beladung mit 40-Fuß-Containern waren Stellplätze für 1026 Container (zuzüglich 36 TEU) vorhanden, 400 in den Laderäumen und 626 an Deck. Bei einer homogenen Beladung mit 14 t schweren Containern betrug die Kapazität 1640 TEU. Das Schiff verfügte über Anschlüsse für 300 Kühlcontainer. Davon befanden sich 100 Anschlüsse unter Deck.
Für den Ladungsumschlag standen drei Schiffskrane mit einer Kapazität von jeweils 45 t zur Verfügung. Die Krane befanden sich mittschiffs zwischen den Bays 2 und 3, 6 und 7 sowie 9 und 10. Vor Bay 1 befand sich ein Wellenbrecher.
Das Schiff wurde für Frachtschiffreisen vermarktet. Für Fahrgäste standen zwei Doppelkabinen zur Verfügung, die jeweils etwa 20 m² groß waren.

## Explosion und Brand
Am 10. Juli 1999 kam es an Bord des Schiffes zu einer Explosion mit anschließendem Brand. Das Schiff, das in Charter des französischen Unternehmens CMA CGM fuhr, befand sich mit 21 Personen an Bord im östlichen Mittelmeer. Da die Besatzung das Feuer, welches im Bereich zwischen den beiden achteren Schiffskranen ausgebrochen war, nicht mit Bordmitteln bekämpfen konnte, verließ sie das Schiff. Das führerlose Schiff trieb auf die ägyptische Küste zu und lief hier schließlich auf Grund. Die Brandbekämpfung gestaltete sich als schwierig, da das Feuer immer wieder ausbrach.
Nachdem das Feuer an Bord gelöscht war, wurde das Schiff geborgen und zunächst nach Malta geschleppt, wo die gesamte Containerladung gelöscht wurde. Anschließend wurde das Schiff zur Reparatur in eine Werft in Rijeka, Kroatien, geschleppt und wieder instand gesetzt.
Die Ursache der Explosion und des anschließenden Brandes waren zwei an Deck geladene Container, die Calciumhypochlorit enthielten. Calciumhypochlorit ist gemäß IMDG-Code als Gefahrgut klassifiziert.

## Rechtliche Auswirkungen
Der Reeder forderte vom Charterer den Ersatz für die am Schiff entstandenen Schäden sowie deren Beseitigung und eine Entschädigung für Forderungen von Ladungsbeteiligten und seinem Beitrag an der Havarie Grosse. Der Charterer des Schiffes berief sich auf die „Convention on Limitation of Liability for Maritime Claims, 1976“, in der in Artikel 1 das Wort "charterer" bei der Definition des Schiffseigners verwendet wird und nach der er nur beschränkt hafte.
Der Fall wurde in London vor einem Schiedsgericht verhandelt. Dabei wurde dem Reeder grundsätzlich Recht gegeben und eine beschränkte Haftung des Charterers verneint. In einem späteren Berufungsverfahren wurde die vorherige Entscheidung dahingehend geändert, dass der Charterer in Bezug auf Forderungen im Zusammenhang mit der Ladung durchaus nur beschränkt zu haften habe.

## Verbleib des Schiffes
Das Schiff war für wechselnde Charterer unter verschiedenen Charternamen in Fahrt. Es wurde um 2010 nach Antigua und Barbuda ausgeflaggt (Heimathafen Saint John’s, Rufzeichen V2FU7). 2016 wurde das Schiff zum Abbruch nach Indien verkauft.